# Paramarpissa tibialis
Paramarpissa tibialis is een spinnensoort in de taxonomische indeling van de springspinnen (Salticidae). De soort komt voor in Mexico. 
Het dier behoort tot het geslacht Paramarpissa. De wetenschappelijke naam van de soort werd voor het eerst geldig gepubliceerd in 1901 door Frederick Octavius Pickard-Cambridge.